# Discoverer 6
Discoverer 6 (również: CORONA 9003) – amerykański satelita technologiczny. Stanowił część tajnego programu CORONA.

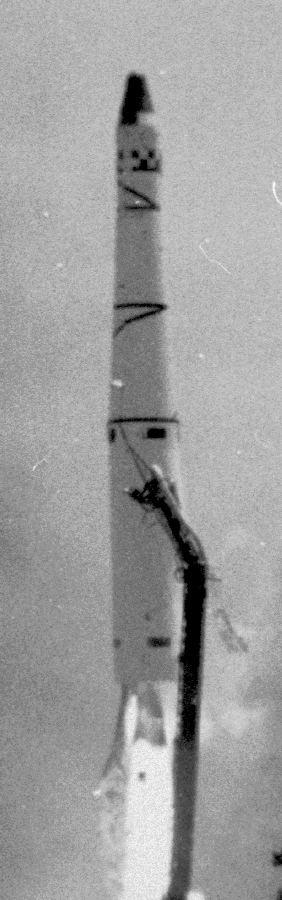
Start rakiety Thor Agena A z satelitą Discoverer 6, typu Corona KH-1, 19 sierpnia 1959.

## Przebieg misji
Statek miał za zadanie przetestować procedurę powrotu kapsuły SRV 105, która normalnie zawierałaby negatywy zdjęć wywiadowczych. Z powodu awarii silników hamujących kapsuła spłonęła w atmosferze.